# Pedrafita (Biosca)
El Pedrafita és una muntanya de 675 metres que es troba al municipi de Biosca, a la comarca catalana del Solsonès.
Està situat a un centenar de metres al sud del Mas de Pedrafita
Al seu cim hi ha el vèrtex geodèsic referència: 269103001